# 以色列—韩国关系
以色列－韩国关系（希伯來語：‎）指以色列与大韩民国的外交关系，两国之间的交流始于1948年，两国于1962年4月10日建交。以色列并未承认朝鲜的主权国家地位，只承认韩国政府为朝鲜半岛的唯一合法政府；與之相對，韩国也不承认巴勒斯坦国。以色列和韩国目前加强了在所有领域的合作关系，特别是国防、可再生能源、科学技术和双边贸易。兩國于2019年签署自贸协定，并于2020年生效。